# Krystalomancja

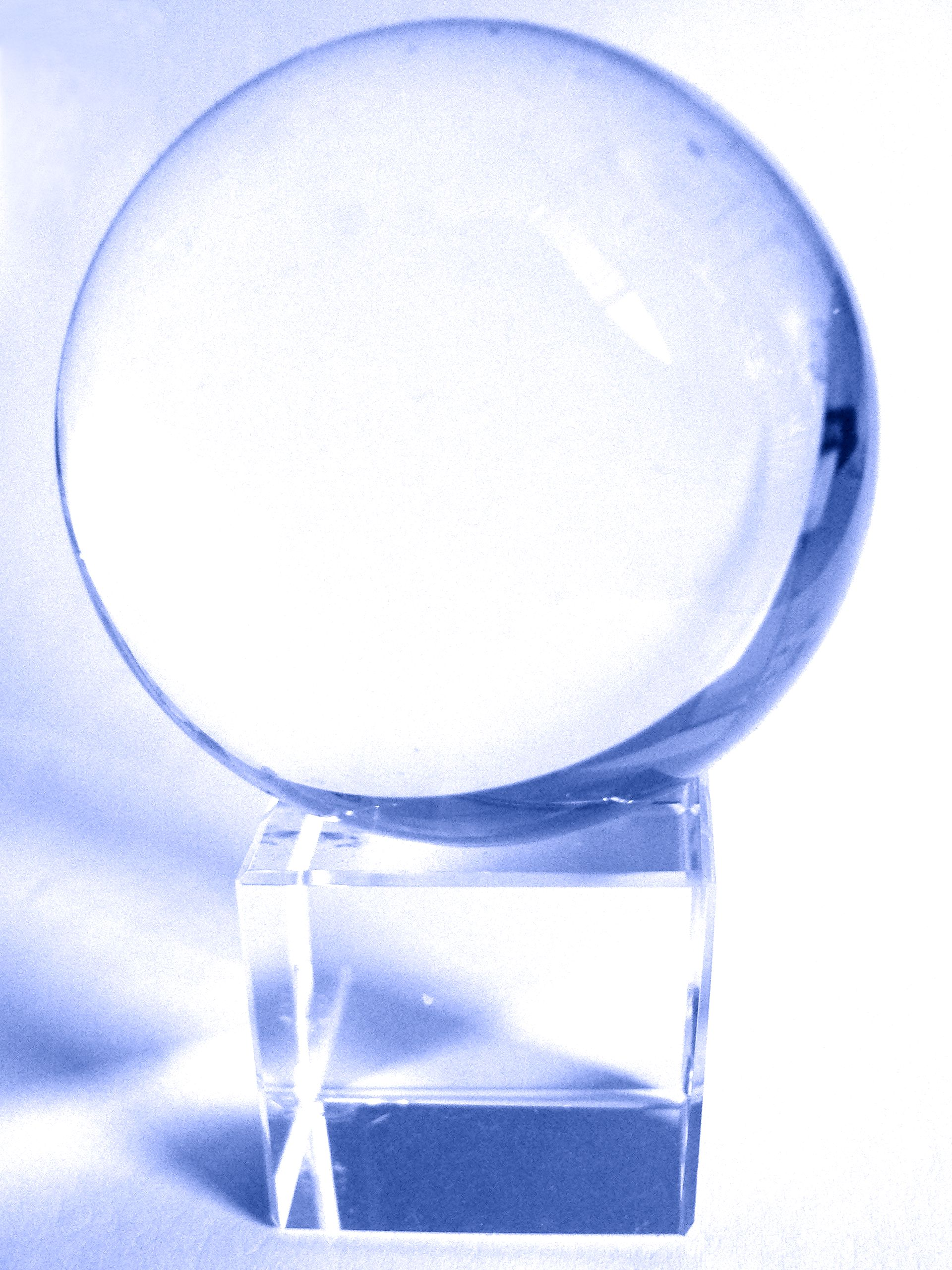
Kryształowa kula

Krystalomancja (od greckich słów κρύσταλλος krystallos – „lód”, które później zaczęło oznaczać także kryształ górski i inne kryształy i manteia, „wróżba”), także sferomancja lub wróżenie z kuli – przepowiadanie przyszłości na podstawie wizji dostrzeganych przez wróżbitę w kryształowej (wykonanej ze szkła kryształowego) kuli. Wróżbici używający kuli twierdzą, że przy jej pomocy są zdolni np. uzyskiwać odpowiedzi na rozmaite pytania, przewidywać przebieg przyszłych zdarzeń, przepowiadać los, pomagać klientowi podejmować decyzje w bieżących sprawach, znajdować wyjście z kłopotów, dokonywać analizy ludzkich charakterów. 
Do znanych krystalomantów należeli m.in. działający na terenie Polski angielski alchemik Edward Kelley oraz popularny w USA magik Alexander.